# Det skønne Møn
|  | Denne artikel er oprettet af botten PalnaBot ud fra en ekstern database. Den kan derfor have sproglige fejl eller mangler. Denne skabelon kan fjernes efter kontrol af indholdet. |

Det skønne Møn er en film instrueret af Kaj Wedell Pape.

## Handling
Overfarten Kalvehave-Koster. Minder fra Oldtiden. Gammel Stubmølle, Fanefjord kirke og Liselund Slot. Fårekuld. Frodige agre. Sukkerfabrikken. Stege og Jydelejet. Det nordlige Møn. Klinten og klintens tilblivelse skildret ved tegnefilm. Sommerspiret.